# Wintzenheim-Kochersberg
Wintzenheim-Kochersberg é uma comuna francesa na região administrativa de Grande Leste, no departamento Baixo Reno. Estende-se por uma área de 1,95 km². Em 2010 a comuna tinha 456 habitantes (densidade: 233,8 hab./km²).